# Don Bosco, ami des jeunes
Don Bosco, ami des jeunes est une série et une histoire de bande dessinée franco-belge créée en 1941 par Jijé et publiée dans le journal Spirou du no 6/41 au no 52/42.

## Univers

### Synopsis
C'est l'histoire du prêtre catholique italien Don Bosco, né à Turin dans les années 1810. Au bout de nombreuses décisions et épreuves, il consacre sa vie à aider les jeunes délinquants mineurs des rues du XIXe siècle. Bien que de nombreuses personnes s'y opposent, son œuvre de charité finit par aboutir...

### Personnages
- Don Bosco : le principal protagoniste, que l'on suit de sa naissance à sa mort tout au long de l'ouvrage ;
- Margherita Bosco, sa mère ;
- Un chien gris, qui accourt toujours miraculeusement ;
- Le préfet de Turin ;
- et bien d'autres associations, enfants des rues, prêtres et amis.

## Historique
L'album est écrit pendant la Seconde Guerre mondiale. Il s'agit d'une commande afin de « renforcer le moral (et la moralité) de ses jeunes lecteurs ». Il s'agit d'un succès d'édition avec plus de 150 000 exemplaires vendus malgré les restrictions de papier. La BD est redessinée en 1949 afin de la rendre « plus moderne et dynamique ». La version de 1941 est rééditée en 2022.
L'album a eu une influence dans le choix de Tibet ou Lambil de travailler dans la bande dessinée.
L'album est considéré comme la « première bande dessinée chrétienne en français ».